# Autostrada A11
La Autostrada A11 (conocida también como Autostrada Firenze-Mare), es cronológicamente la segunda autopista italiana, construida durante el veintenio fascista después de la Autostrada dei laghi (Autopista de los lagos).
Es la vía más frecuentada de la Toscana y conecta Florencia con el litoral tirreno, atravesando la llanura del Arno, la densamente poblada e industrializada llanura de Prato y Pistoia, el valle del Nievole y la región de Lucca.
Tiene 81,2 km de largo. Cuenta con una ramificación (la D11) de 18 km (llamada en italiano diramazione o bretella) construida en los años 1970, que conecta Lucca con Viareggio, facilitando el enlace con la Autostrada A12 en dirección a Génova.

## Recorrido
| Salida                         | km   | Provincia |
| ------------------------------ | ---- | --------- |
| Firenze Ovest                  | 0,0  | FI        |
| Sesto Fiorentino               | 2,0  | FI        |
| Barriera Firenze Ovest         |      | FI        |
| Enlace con la Autostrada A1    | 4,9  | FI        |
| Prato Est                      | 8,9  | PO        |
| Prato Ovest                    | 14,6 | PO        |
| Pistoia                        | 25,1 | PT        |
| Montecatini Terme              | 36,4 | PT        |
| Chiesina Uzzanese              | 44,4 | PT        |
| Altopascio                     | 47,4 | LU        |
| Capannori                      | 58   | LU        |
| Lucca Est                      | 63,5 | LU        |
| Enlace con la Bretella A11/A12 | 65,0 | LU        |
| Enlace con la Autostrada A12   | 80,7 | PI        |
| Barriera Pisa Nord             |      | PI        |
| Pisa Nord (Vía Aurelia)        | 81,2 | PI        |

### BretellaA11/A12
| Salida                    | km   | Provincia |
| ------------------------- | ---- | --------- |
| Lucca Ovest               | 0,0  | LU        |
| Barriera Lucca San Donato |      | LU        |
| Massarosa                 | 12,0 | LU        |
| Viareggio                 | 18,2 | LU        |

### Áreas de servicio
- Áreas de servicio Peretola nord y sud
- Área de servicio Firenze nord
- Áreas de servicio Serravalle nord y sud
- Áreas de servicio Migliarino nord y sud

Y en la bretella A11/A12: Área de servicio Monte Quiesa nord

Trazado de la A11